# Завадская, Людмила Николаевна
Людмила Николаевна Завадская (Род. 21 мая 1949 года в городе Раменское Московской области, РСФСР, СССР) — российский политический деятель, депутат Государственной Думы ФС РФ первого созыва (1993—1995), бывший статс-секретарь — заместитель министра юстиции Российской федерации, кандидат юридических наук.

## Биография
С 1966 по 1968 год работала на Московском заводе «Прожектор» чертёжницей в ОГК. С 1968 по 1974 год училась во Всесоюзном юридическом заочном институте. В 1974 году получила высшее образование по специальности «правоведение» в Московском отделении Всесоюзного юридического заочного института.
С 1974 по 1980 год работала в Институте государства и права Российской Академии наук, последняя должность — исполняющая обязанности заведующего сектором теории и социологии права института.
В 1979 году защитила диссертацию на соискание учёной степени кандидата юридических наук по теме «Реализация судебных решений, вынесенных в порядке искового производства». С начала 1980-х годов работала в Комитете советских женщин.
В 1993 году была избрана депутатом Государственной думы Федерального Собрания Российской Федерации первого созыва. В Государственной думе была членом комитета по законодательству и судебно-правовой реформе, входила во фракцию «Женщины России».
С 1996 по 1998 год работала в Министерстве юстиции РФ статс-секретарем — заместителем министра юстиции Российской Федерации.

## Законотворческая деятельность
За время исполнения полномочий депутата Государственной думы I созыва выступила соавтором двух законодательных инициатив и поправок к проектам федеральных законов.